# 蔡爾茲草甸 (加利福尼亞州)
蔡爾茲草甸（英語：Childs Meadows）是位於美國加利福尼亞州蒂黑馬縣的一個人口普查指定地區。

## 地理
蔡爾茲草甸的座標為40°21′37″N 122°29′31″W / 40.36028°N 122.49194°W，而該地最高點為海拔高度1506米（即4940英尺）。

## 人口
根據2010年美國人口普查的數據，蔡爾茲草甸的面積為5.00平方千米，當中陸地面積為5.00平方千米，而水域面積為5.00平方千米。當地共有人口500人，而人口密度為每平方千米100人。